# Mord in bester Gesellschaft: Das eitle Gesicht des Todes
Das eitle Gesicht des Todes ist ein deutscher Fernsehfilm von Hans Werner aus dem Jahr 2010. Es handelt sich um die fünfte Episode der Kriminalfilmreihe Mord in bester Gesellschaft mit Fritz Wepper als Psychiater Wendelin Winter in der Hauptrolle und Weppers Tochter Sophie, die auch im Film seine Tochter spielt. Die Haupt-Gaststars dieser Folge sind Erol Sander, Thure Riefenstein, Lara Joy Körner, Max Tidof, Marion Mitterhammer und Bernd Herzsprung.
Das Erste schrieb zur Erstausstrahlung des Films: „Regie-Routinier Hans Werner gelingen atmosphärische Bilder vom eingeschneiten Starnberger See, und das Buch des Erfolgsautors Rolf-Rene Schneider findet die richtige Mischung aus Humor und Krimispannung.“

## Handlung
Die reiche Erbin Eleonore Pfitzer kokettiert in der Privatklinik des Schönheitschirurgen Professor Rheza Hamadin mit dem Arzt. Nur wenig später wird eine junge blonde Frau von einer schwarz gekleideten Gestalt in der Wanne ertränkt. Wie sich herausstellt, war das Opfer, die Boutiquebesitzerin Susanne Sachtleben, ebenfalls eine Patientin von Hamahin. Sie lebte von ihrem Mann getrennt in Starnberg.
Alexandra Winter, die Tochter des Polizeipsychologen und Psychiaters Dr. Wendelin Winter, zieht, für ihren Vater überraschend, aus ihrem Elternhaus aus. Winter hat ihren Argumenten nichts entgegenzusetzen, man merkt ihm aber deutlich an, wie schwer es ihm fällt, Alexandra ziehen zu lassen. Während Winter dem Wagen hinterherschaut, erhält er einen Anruf von Kommissar Ackermann, der danach fragt, ob er sich noch an den „Madonnenmörder“ getauften psychopathischen Frauenmörder Manfred Borchert erinnern könne. Er sei aus der Sicherheitsverwahrung entkommen, die er Winter zu verdanken habe. Winter meint, das habe er nicht ihm, sindern seiner sadistischen Veranlagung zu verdanken.
Winter macht sich Sorgen um seine nach Starnberg umgezogene Tochter, fährt auch dorthin, gibt sich Alexandra aber nicht zu erkennen. Alexandra sucht am nächsten Tag Rheza Hamedin auf, um ihn um ein Interview zu bitten. Sie hat sich entschlossen, als freie Journalistin zu arbeiten und über die Themen zu schreiben, die für sie von Bedeutung sind. Hamedin ist dafür bekannt, äußerst pressescheu zu sein. Da sie sich auf eine Empfehlung ihres neuen Nachbarn, des Werbefotografen Stefan Kroninger, bezieht, lässt der Schönheitschirurg sich darauf ein. Hamedin ist eine bekannte Größe in der Starnberger High Society.
Winter spricht mit Valentin Sachtleben. Seine Ehe sei nicht besser und nicht schlechter gewesen als Millionen anderer Ehen. Irgendwann habe seine Frau Probleme bekommen und beschlossen, etwas in ihrem Leben zu verändern, zu dieser Veränderung habe auch er gehört. Sie habe sich dann von ihrer besten Freundin zu diesem Schönheitschirurgen schleppen lassen und sich nach diversen Operationen für unwiderstehlich gehalten. Der ganze Segelclub habe von ihr und Christian Hartlaub gewusst, er sei ein Typ, auf den die Frauen fliegen würden.
Winter erhält einen Anruf von Manfred Borchert, der ihn wissen lässt, der Bi-Ba-Butzemann sei wieder umgegangen, drüben, auf der anderen Seite vom See. Diesmal ist das Opfer mit einem Seil erdrosselt worden, es handelt sich um Elenore Pfitzer. Der letzte, mit dem Pfitzer Kontakt hatte, war Hartlaub.
Zufällig entdeckt Alexandra in Stefan Kroningers Haus während dessen Abwesenheit Silvia Hamadin, die auf dem Balkon steht und flüchtet, als sie sie anspricht. Zur selben Zeit stattet Manfred Borchert Winter einen Besuch ab. Er hat ein Messer in der Hand und meint, er könne jetzt leicht ein Problem aus der Welt schaffen. Kommt dann aber zu dem Ergebnis, dass er Winter tiefer damit treffen könne, wenn dieser Angst um etwas haben müsse, das ihm wichtiger sei, als sein eigenes Leben. Da Borchert Winters Handy zertrümmert und die Telefonleitung gekappt hat, macht Winter sich in seinem Wagen auf zu seiner Tochter. Auf halber Strecke wird er wegen eines schweren Unfalls von der Polizei gestoppt. Nachdem er ausgestiegen ist, erkennt er in dem verunglückten Wagen das Fahrzeug seiner Tochter. Sie sei nicht aufzufinden, erfährt er von der Polizei. Und dann stößt er in Nähe der Unfallstelle auch noch auf Borchert. Er folgt ihm etwas tiefer ins Gelände hinein und sieht am Ufer des Sees eine Frau liegen. Voller Angst dreht er die Tote um, es handelt sich um Petra Hellwein, eine Patientin von Hamadin.
Alexandra befindet sich unterdessen bei Professor Hamadin, der ihre Wunden versorgt hat. Er war unmittelbar nach dem Unfall vor Ort und hat sie mit in seine Praxis genommen. Als er das Licht löscht, weil sie ein wenig ruhen soll, sieht sie das grüne Ziffernblatt seiner Uhr aufleuchten. In diesem Moment weiß sie, dass Hamadin der Mann in ihrem Haus war, vor dem sie in Panik geflüchtet ist. So schnell sie kann, verlässt sie die Klinik und hält auf der Straße ausgerechnet ein Auto an, in dem Manfred Borchert am Steuer sitzt. Verhältnismäßig schnell weiß sie, in wessen Hände sie sich begeben hat.
Silvia Hamedin hat indes beschlossen, nicht mehr weiter im Untergrund leben zu wollen und sucht ihren Mann auf. Mit Hilfe von Stefan Kroninger hatte sie vor zwei Jahren einen Segelunfall vorgetäuscht und sich bei ihm versteckt gehalten. Zu schlimm war das Verhalten ihres Mannes, der sie als sein Eigentum betrachtete und ihr nicht einen Schritt ohne ihn gestattet hatte. Sie erzählt ihm, wie sehr sie unter seiner Eifersucht gelitten habe, im selben Moment spürt sie ein Seil um ihren Hals, das immer enger gezogen wird. Im letzten Moment taucht Winter auf und gebietet Hamedin Einhalt. Er sagt ihm auf den Kopf zu, dass er neben seiner Frau auch jene Frauen als sein Eigentum betrachtet habe, die er verschönert hatte. Sobald sie ihm zu entgleiten drohten, mussten sie durch seine Hand sterben. Eigentlich habe er dabei immer nur seine Frau töten wollen. Abrupt lässt Hamedin seine Frau los und stürmt davon.
Als Winter diesmal im Haus seiner Tochter auftaucht, liegt sie auf dem Sofa, und ist überglücklich, ihren Vater zu sehen. Borchert hat sich laut Kommissar Ackermann in Luft aufgelöst. Die Frage bleibt, warum er Alexandra nach Hause gefahren hat, ohne ihr etwas anzutun. Vielleicht wollte er ja etwas beweisen, denn immerhin kam ja auch der entscheidende Hinweis auf Hamadin von ihm. Hamadhin wurde tot im See gefunden, „wie damals unser Bayernkönig“, meint Winter. Später vermeldet die Presse, dass der Schönheitskönig sich das Leben genommen habe. Silvia Hamadin will zusammen mit Stefan Kroninger an einem anderen Ort neu beginnen.

## Produktion

### Dreharbeiten, Hintergrund
Das eitle Gesicht des Todes wurde vom 19. November bis zum 17. Dezember 2008 gedreht.
In einem Gespräch mit Timo Buschkämper erzählte Sophie Wepper, natürlich sei es ihr nicht egal, wie sie aussehe, aber noch würde sie sich nicht unters Messer legen. Was später einmal sei, könne sie jetzt noch nicht sagen. Zuviel Perfektion finde sie aber auch nicht schön. Ihrer Meinung nach komme es mehr auf die Ausstrahlung an, als auf ein ebenmäßiges Gesicht, das irgendwer gebastelt habe – ohne Individualität. Grundsätzlich finde sie es aber toll, dass es heute so viele Möglichkeiten gebe. Fehl am Platze seien Schönheits-Operationen, wenn sich schon junge Mädchen unters Messer legen würden und „ihr Näschen oder ihren Busen verändern lassen“ würden. Schlimm sei es auch, wenn Menschen regelrecfht eine Sucht nach solchen Operationen entwickeln würden. Meist fange es klein an und ende dann in einer starren Gesichtsmaske, wo sich kein Muskel mehr rege.

### Veröffentlichung
Die Erstausstrahlung des Films fand am Montag, dem 4. Januar 2010, im Programm der ARD Das Erste statt. Das Filmplakat weist (wohl fälschlicherweise) den 19. November 2009 als Erstausstrahlungstermin aus.
In Italien war diese Folge erstmals am 4. Juni 2010 zu sehen, in Frankreich am 1. April 2011.
Die MCP Sound & Media GmbH gab den Film am 28. September 2012 zusammen mit den vier ersten Fällen auf DVD heraus. Am 28. August 2020 erschienen alle 15 Folgen auf DVD, herausgegeben von Bluray/Dvd (Mcp Sound & Media).

## Rezeption

### Einschaltquote
Bei seiner Erstausstrahlung konnte der Film 4,72 Millionen Zuschauer für sich gewinnen, was einem Marktanteil von 13,3 Prozent entsprach.

### Kritik
Die Kritiker der Fernsehzeitschrift TV Spielfilm gaben dem Film eine mittlere Wertung, zeigten mit dem Daumen zur Seite und stellten fest: „Mit einigen hübschen Spitzen gegen die Starnberger Bussi-Gesellschaft.“ Fazit: „Zwischen ‚Derrick‘ und ‚Pilcher‘ – gediegen.“
Timo Buschkämper bewertete den Film für Filmreporter.de und meinte, entstanden sei ein Krimi, „dessen Dialoge sehr konstruiert und pseudo-philosophisch“ daherkämen. „Insgesamt“ sei „die Darbietung arg geschliffen, etwas zu dick aufgetragen und durchsetzt mit Sequenzen unfreiwilliger Komik“. „Sehenswert“ sei „die Kulisse inmitten der verschneiten Winterlandschaft rund um den Starnberger See“. Letztlich sei „trotz aller Schwächen ein unterhaltsamer Fernsehfilm entstanden, der mit einigen Spannungsmomenten und qualifizierten Schauspielleistungen angereichert“ sei.
Für Kino.de befasste sich Tilmann P. Gangloff mit dem Film und kam zu dem Ergebnis, bisher seien die Filme der Reihe „so etwas wie eine Wundertüte: Mal waren die Filme spannend und unterhaltsam, mal waren die Handlung durchschaubar und die Dialoge zum Davonlaufen“. Der Autor war allerdings immer derselbe, hielt der Kritiker fest und schrieb weiter: „Der fünfte Fall von Wendelin Winter (Fritz Wepper) ist derart um Längen besser als die anderen Filme, als hätte Rolf-René Schneider bisher bloß geübt.“ […] „Die idyllische Winterlandschaft rund um den Starnberger See biete einen reizvollen Kontrast zum mörderischen Treiben“. […] „Die Darsteller passen prima zu ihren Rollen, die Dialoge klingen richtig gut, und Kameramann Gero Lasnig verleiht nicht nur dem von Tidof angemessen rätselhaft verkörperten Mörder eine reizvolle Doppelgesichtigkeit, sondern sorgt auch für  prachtvolle Bilder vom Starnberger See“, schrieb Gangloff weiter. „Gerade mit dem Schönheits-Chirurgen“ sei Schneider „zudem eine faszinierende Figur gelungen“. Vor allem aber gelinge es Regisseur Hans Werner „eine für diese Reihe ganz untypische Form von Spannung aufzubauen“.
Bei tittelbach.tv war die Kritik von Tilmann P. Gangloff ähnlich, er gab dem Film 3½ von 6 möglichen Sternen und fasste zusammen: „Der augenzwinkernde ARD-Krimikomödien-Langweiler ‚Mord in bester Gesellschaft‘ mit Fritz Wepper und Töchterchen Sophie zeigt sich bei ‚Das eitle Gesicht des Todes‘ von einer anderen Seite und Autor Rolf-René Schneider erstmals in vergleichsweise bestechender Form. Die Darsteller passen prima zu ihren Rollen, die Dialoge klingen richtig gut, und Kameramann Lasnig verleiht nicht nur dem Mörder eine reizvolle Doppelgesichtigkeit, sondern sorgt auch für prächtige Bilder vom Starnberger See. Ein Hauch von Thriller-Dramatik kommt auf!“
Der Filmdienst fasste sich kurz und befand: „Humorvoller (Fernseh-)Krimi; der vierte Auftritt von Vater und Tochter auf Mörderjagd. – Ab 14.“